# 교토시 교통국

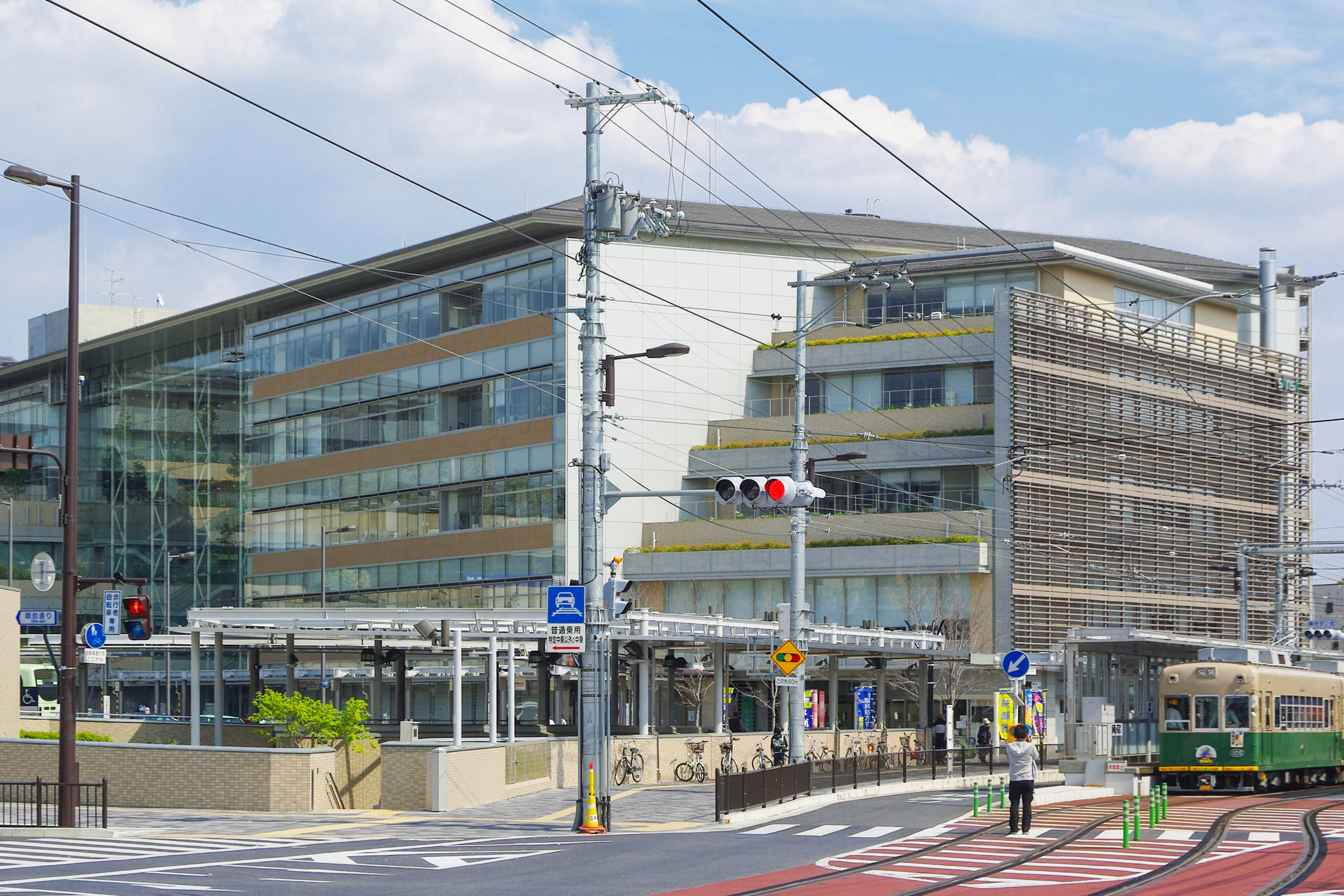

교토 시 교통국은 일본 교토부 교토시내 및 그 주변 지역에서 공영 교통 사업을 행하는 교토 시의 지방 공영 기업의 하나다. 지하철(교토 시영 지하철), 노선 버스(시영 버스)를 운영하고 있다. 예전에는 시영 전차(교토 시영 전차), 무궤도 전차(시영 트롤리 버스)도 운영하고 있다.
국장은 교토 시의 시장을 교통 네트워크를 의미하는 3개의 곡선으로 접속했던 것에, 시영 전차의 레일 단면을 한쪽으로서, 그것을 삼변, 삼각형과 같이 이어 맞추어, 각각의 모서리를 보다 바깥쪽으로 끌어당겨 디자인화했던 형태로 교토의 '교(일본어: 京)'와 같이 글자를 연상하는 디자인이 되고 있다.

## 버스
교토 시영 버스는 교토의 중요한 대중 교통 중의 하나이다. 버스는 1928년부터 운영되고 있었으며 일반 통근 노선 외에도 시티 투어 버스를 게이한 버스와 공동 운영하고 있다.

## 같이 보기
- 지하철 목록